# Морра (Нідерланди)
Морра (нід. Morra, фриз. Moarre) — село в нідерландській провінції Фрисландія. Входить до муніципалітету Північно-Східна Фрисландія. Його населення станом на 2017 рік складало 227 осіб.